# Cerro las Ranas
Cerro las Ranas is een stratovulkaan in de departementen Santa Ana (hoogste punt), Sonsonate en Ahuachapán in El Salvador. De berg ligt ongeveer acht kilometer ten zuidoosten van de plaats Atiquizaya en is ongeveer 1970 meter hoog.
De vulkaan ligt in het vulkanische gebergte Cordillera de Apaneca. Ongeveer twee kilometer naar het westen ligt de vulkaan Cerro Cachio. Ongeveer twee kilometer naar het zuidoosten ligt de vulkaan Cerro el Aguila.